# Минтай
Минта́й (лат. Gadus chalcogrammus, до 2014 г. Theragra chalcogramma) — придонно-пелагическая холодолюбивая рыба семейства тресковых. Наиболее распространённая рыба в северной части Тихого океана.

## Внешний вид
Максимальная длина тела 91 см, а масса — 5 кг; максимальная продолжительность жизни — 15 лет.
- три спинных плавника[3];
- очень короткий усик под нижней губой;
- брюшные плавники расположены перед грудными[3];
- окраска пятнистая[3];
- глаза большие.

## Образ жизни
Эта рыба живёт в холодных водах (от 2 до 9 °C), предпочитая глубины от 200 до 300 метров, хотя может совершать миграции, опускаясь на глубины 500—700 метров и глубже. Минтай живёт около 15—16 лет. Во время нереста подходит к берегам, заплывая на мелководья глубиной 50—100 м. Нерестовые скопления минтая очень плотные. Сам нерест в различных местах Тихого океана начинается в разное время. Так, нерест минтая в Беринговом море бывает весной и летом (с марта по сентябрь), у берегов Кореи — зимой и весной (с ноября по март), у Камчатки — весной. При этом самки могут метать икру даже при отрицательных температурах (−1,8 °C). Икра развивается в 50-метровом поверхностном слое.
Минтай достигает полового созревания в возрасте 3—4 лет, достигая при этом своей предельной массы, которая также варьируется в различных областях обитания рыбы (от 2,5 до 5 кг).
Наряду с другими пелагическими хищниками (скумбрия, треска, тунец, ставрида) находит питание на разных трофических уровнях:46. Минтай питается преимущественно планктонными ракообразными. По мере роста минтай начинает питаться более крупной добычей, а именно мелкими рыбами (мойва, азиатская корюшка) и кальмарами. Среди минтая наблюдаются случаи каннибализма — поедание личинок и мальков своего вида.

## Ареал
- Азиатское побережье — в Японском, Охотском и Беринговом морях.
- Американское побережье — Берингово море, залив Аляска, залив Монтерей.
- Океанские воды — до Сангарского пролива, южнее встречается редко.
- Близкий вид обнаружен в Баренцевом море — атлантический минтай (Theragra finnmarchica).

## Промысел
Среди трескообразных рыб Мирового океана минтай занимает лидирующее место по объёму добычи.
Добыча минтая ведётся тралами и ставными неводами. При этом уловы минтая и размеры пойманной рыбы зависят от урожайности поколений, состояния популяций и сезона лова. В зоне РФ минимальный промысловый размер — 20 см.
В середине 1980-х годов мировые уловы минтая достигали почти 7 млн тонн; половина улова приходилась на долю прежнего СССР. Наряду с путассу Атлантики, тихоокеанский минтай ранее рассматривался как ресурс небольшой пищевой ценности:39.
| Год                      | 2005 | 2006 | 2007 | 2008 | 2009 | 2010 | 2011 | 2012 | 2013 | 2014 | 2015 | 2016 |
| Мировые уловы, тыс. т    | 2791 | 2860 | 2909 | 2649 | 2499 | 2010 | 3207 | 3271 | 3239 | 3214 | 3373 | 3476 |
| Российские уловы, тыс. т | 962  | 1022 | 1218 | 1316 | 1327 | 1579 | 1629 | 1675 | 1600 | 1571 | 1652 |      |

В 1990-х годах уловы не превышали 5 млн тонн:49, а в начале третьего тысячелетия снизились до 2,5—2,9 млн тонн.
Из-за перелова существование минтая находится под серьёзной угрозой, поэтому Гринпис призывал с осени 2009 года воздержаться от покупки и потребления минтая и продуктов из него.
В 2015 году российский вылов минтая достиг 1,623 млн тонн, что на 6,9 % больше показателя 2014 года.
В 2016 году вылов минтая достиг не менее 1,74 млн тонн. Уловы минтая в России составляют 42,5 % от общего вылова объектов рыболовства.
В 2021 году на промысле минтая вылов составил 1,712 млн тонн (34,3 % из общего объёма добычи 4,98 млн тонн)
Из 1,9 млн тонн экспорта из России рыбной продукции лидером является минтай морожёный, объёмы его поставок достигли в 2016 году 782 тысяч тонн или 53,3 % в структуре поставок, увеличившись на 1,6 % по сравнению с 2015 годом.
Крупнейшим мировым импортёром российского филе минтая является Южная Корея, закупившая его в 2016 году на сумму 85 млн долларов, что составило 96,8 % от стоимости всего экспорта данного продукта из России.
Среди стран ЕС крупнейшими импортёрами минтая из России и Китая являются Германия, Польша и Нидерланды.
Российский минтай стоит дешевле того, что ловят американские рыбаки на Аляске; это помогло ему к 2019 году получить долю на внутреннем рынке США в 200 млн долларов.